# Baden Cooke
Baden Cooke (Benalla, Victòria, 12 d'octubre de 1978) és un ciclista australià, ja retirat, que fou professional del 2000 al 2013.
Excel·lent esprintador, en el seu palmarès hi ha més de setanta victòries, en què destaca una etapa del Tour de França de 2003 i la classificació per punts d'aquella mateixa edició. El 2004 va prendre part en els Jocs Olímpics d'Estiu d'Atenes.

## Palmarès
- 2000
  - 1r al Premi des blés d'or
  - Vencedor de 3 etapes del Herald Sun Tour
  - Vencedor de 2 etapes de la Cascade Cycling Classic
  - Vencedor d'una etapa del Rapport Tour i 1r de la classificació per punts
- 2001
  - 1r al Valley of the Sun Stage Race i vencedor de 2 etapes
  - Vencedor de 2 etapes del Tour de l'Avenir i 1r de la classificació per punts
  - Vencedor d'una etapa del Sea Otter Classic
- 2002
  - 1r al Herald Sun Tour i vencedor de 2 etapes
  - 1r a la París-Corrèze i vencedor d'una etapa
  - 1r a la Dwars door Vlaanderen
  - 1r a la Tro-Bro Léon
  - Vencedor d'una etapa del Gran Premi del Midi Libre
  - Vencedor d'una etapa del Circuit des Mines
- 2003
  - 1r al Kampioenschap van Vlaanderen
  - 1r al Gran Premi de Fourmies
  - Vencedor d'una etapa del Tour de França i  1r de la classificació per punts
  - Vencedor de 2 etapes del Tour Down Under
  - Vencedor d'una etapa de la Volta a Suïssa
  - Vencedor d'una etapa del Tour del Mediterrani
- 2004
  - 1r a la Bay Classic Series
  - 1r al Gran Premi d'Obertura La Marseillaise
  - Vencedor de 3 etapes del Herald Sun Tour
  - Vencedor de 2 etapes del Tour del Mediterrani
  - Vencedor d'una etapa del Tour Down Under
  - Vencedor d'una dels Tres dies de De Panne
- 2005
  - Vencedor d'una etapa de la Volta a Polònia
  - Vencedor de 2 etapes del Herald Sun Tour
- 2006
  - 1r al Gran Premi d'Obertura La Marseillaise
  - 1r a la Halle-Ingooigem
  - Vencedor d'una etapa de la Cursa de la Pau
  - Vencedor d'una etapa del Tour de Valònia
- 2007
  - 1r al Kampioenschap van Vlaanderen
  - Vencedor d'una etapa del Tour Down Under
  - Vencedor d'una etapa de l'Étoile de Bessèges
- 2008
  - Vencedor d'una etapa del Herald Sun Tour
  - Vencedor d'una etapa del Bay Classic Series
- 2010
  - Vencedor d'una etapa del Bay Classic Series

### Resultats al Tour de França
- 2002. 127è de la classificació general
- 2003. 140è de la classificació general. Vencedor d'una etapa.  1r de la classificació per punts
- 2004. 139è de la classificació general
- 2005. 142è de la classificació general
- 2008. Abandona (12a etapa)
- 2012. 117è de la classificació general

### Resultats al Giro d'Itàlia
- 2005. Abandona (13a etapa)
- 2010. No surt (9a etapa)